# Sveti Florijan
 Ovo je glavno značenje pojma Sveti Florijan. Za druga značenja pogledajte Sveti Florijan (razdvojba).
Sveti Florijan (Cetium, danas Sankt Pölten, Austrija - Enns, oko 304.), kršćanski svetac i mučenik. Slavi se kao svetac zaštitnik Poljske, Linza i vatrogasaca te kao suzaštitnik Zagrebačke nadbiskupije.

## Životopis
Kao mladić pridružuje se rimskoj vojsci u kojoj zahvaljujući teškom radu i odlučnosti napreduje do mjesta časnika. Postavljen je na visoke dužnosti u Noricumu, jednoj od pokrajina Rimskog Carstva (danas dio Austrije). 
Progon protiv kršćana dogodio se za vrijeme tadašnjih vladara, rimskih careva Dioklecijana i Maksimijana koji su žestoko progonili kršćane. Carevi koji su i sami došli iz redova vojske nisu ispočetka progonili kršćane u vojsci i na dvoru, iako su znali da ih već postoji pozamašan broj "I uhvaćeno ih je ne manje od četrdeset svetih", nego tek kada su se carevi proglasili bogovima. Progon protiv kršćana nije bio samo vjerski nego i politički, jer ne priznavanjem njih nisu priznavali ni njihove vladarske zakone, a onda ni cijeli njihov državni poredak. 
Stoga rimski car šalje pomoćnika Aquilinusa da pobije sve kršćane u području koje kontrolira Florijan, ali i da dozna zašto se Florijan ne pridržava zapovijedi. Kada se napokon Aquilinus susreće s njim, pita ga zašto odbija progoniti kršćane, na što mu Florijan odgovara "Braćo i suborci, što druge tražite jer i ja sam kršćanin? Idući javite dakle upravitelju, da sam kršćanin i da sam ovdje". Aquilinus mu tada nudi da ne bude "kažnjen s prezirateljima prema zapovijedi careva" ako promijeni mišljenje, ali ga Florijan odbija.
Aquilinus je bio uvrijeđen te naređuje svojim vojnicima da ga bičuju dok ne promijeni mišljenje. No Florijan mu odgovara "Ja istinsku žrtvu nudim samo Gospodinu svom Isusu Kristu, koji je držao prikladnim dovesti me do ovoga časa". Njegova hrabrost zaprepastila je Aquilinusa koji se bojao da bi Florijan mogao druge povesti na pobunu. 
Kada je car čuo što se događa, odlučio je kazniti sve kršćane u tom području. Naredio je da se zapale kršćanske crkve i knjige, kršćane je protjerao iz domova i slao u zatvor te ih naposljetku prisiljavao da se klanjaju i prinose žrtve rimskim bogovima. Pošto Florijan nije poslušao naređenja cara da progoni kršćane, bio je osuđen na smrt utapanjem, što je bila tipična kazna kojom su se kažnjavali kršćani u onom vremenu.
Aquilinusovim vojnicima predao se nadomak logora Laurijak. Oslabljen mučenjem poticao je rimske vojnike da zapale vatru, govoreći im "Ako pak želiš znati da se ne bojim tvojih mučenja, zapali oganj i u ime Gospodina moga popet ću se na nj". Uplašen njegovim riječima, umjesto da ga spali, Aquilinus naređuje da se Florijanu stavi kamen oko vrata i baca ga u rijeku Enns. Florijanovo tijelo kasnije je pronašla pobožna žena, te je on naposljetku dostojno pokopan.

## Štovanje
Šesto godina kasnije, negdje između 900. i 955. godine, nedaleko Florijanovog groba sagrađen je samostan Sv. Florijana, a ubrzo oko samostana izgrađeno je i istoimeno mjesto. Njegovo tijelo premješta se na groblje u to mjesto Sveti Florijan, koje i danas postoji nedaleko Linza (Gornja Austrija). 
Nakon što 1138. godine papa Lucije III., odobrava zahtjev poljskog kralja Kazimira i biskupa Krakova, da se relikvije svetog Florijana pošalju u tu zemlju, Sveti Florijan postaje zaštitnik Poljske, a njegove se relikvije i danas čuvaju u crkvi u poljskom gradu Krakowu te mu je posvećena katedrala u Varšavi. Također Sveti Florijan se štuje i kao zaštitnik grada Linza, Gornje Austrije te vatrogasaca. Dan sv. Florijana, ujedno i dan hrvatskih vatrogasaca, obilježava se 4. svibnja

## Molitva sv. Florijana
"Gospodine, Bože moj, u tebe se uzdam i ne mogu te zanijekati, nego se za tebe borim i tebi prinosim žrtvu hvale. Neka me zaštiti tvoja desnica, jer blagoslovljeno je ime tvoje na nebu i na zemlji. Gospodine, daj mi vrlinu podnošenja i prihvati me među svete tvoje borce, koji su prije mene ispovijedali ime tvoje. Odjeni me, Gospodine u bijelu haljinu svoje vrline i u Duhu Svetom ojačaj me. I ne dozvoli da budem pogažen od đavla, nego mi budi vođa na putu pravde i u vrlini svojoj, da te hvalim i tebi himan kazujem, jer si blagoslovljen u vjekove. Amen."